# Assassinat de Marina Sabatier
L’afer Marina és un assumpte judicial i administratiu francès relacionat amb la mort de Marina Sabatier a França l’agost de 2009, a l'edat de 8 anys, com a conseqüència dels abusos comesos pels seus dos pares Éric Sabatier i Virginie Darras, i al final d’una vida de maltractament que pateix l’infant.
Al final d'un judici al juny de 2012 al Tribunal d'Assises del departament francès Sarthe, els pares van ser condemnats a 30 anys de presó, sense possibilitat de llibertat condicional durant un període de 20 anys, per actes de tortura i barbàrie a Marina una durada aproximada de 6 anys que va provocar la mort de la seva filla. La parella, que es movia amb freqüència per complicar les investigacions, ocultava la violència contra Marina mitjançant declaracions sistemàtiques i falses sobre l’origen de les ferides de la noia, i fins i tot va ser ajudada per Marina, que, com molts nens maltractats, va continuar malgrat tot estimant els seus pares i mai no els va denunciar.